# Blekklynne
Blekklynne (Valerianella carinata) är en kaprifolväxtart som beskrevs av Jean Loiseleur-Deslongchamps. Enligt Catalogue of Life ingår Blekklynne i släktet klynnen och familjen kaprifolväxter, men enligt Dyntaxa är tillhörigheten istället släktet klynnen och familjen kaprifolväxter. Arten har ej påträffats i Sverige. Inga underarter finns listade i Catalogue of Life.

## Bildgalleri

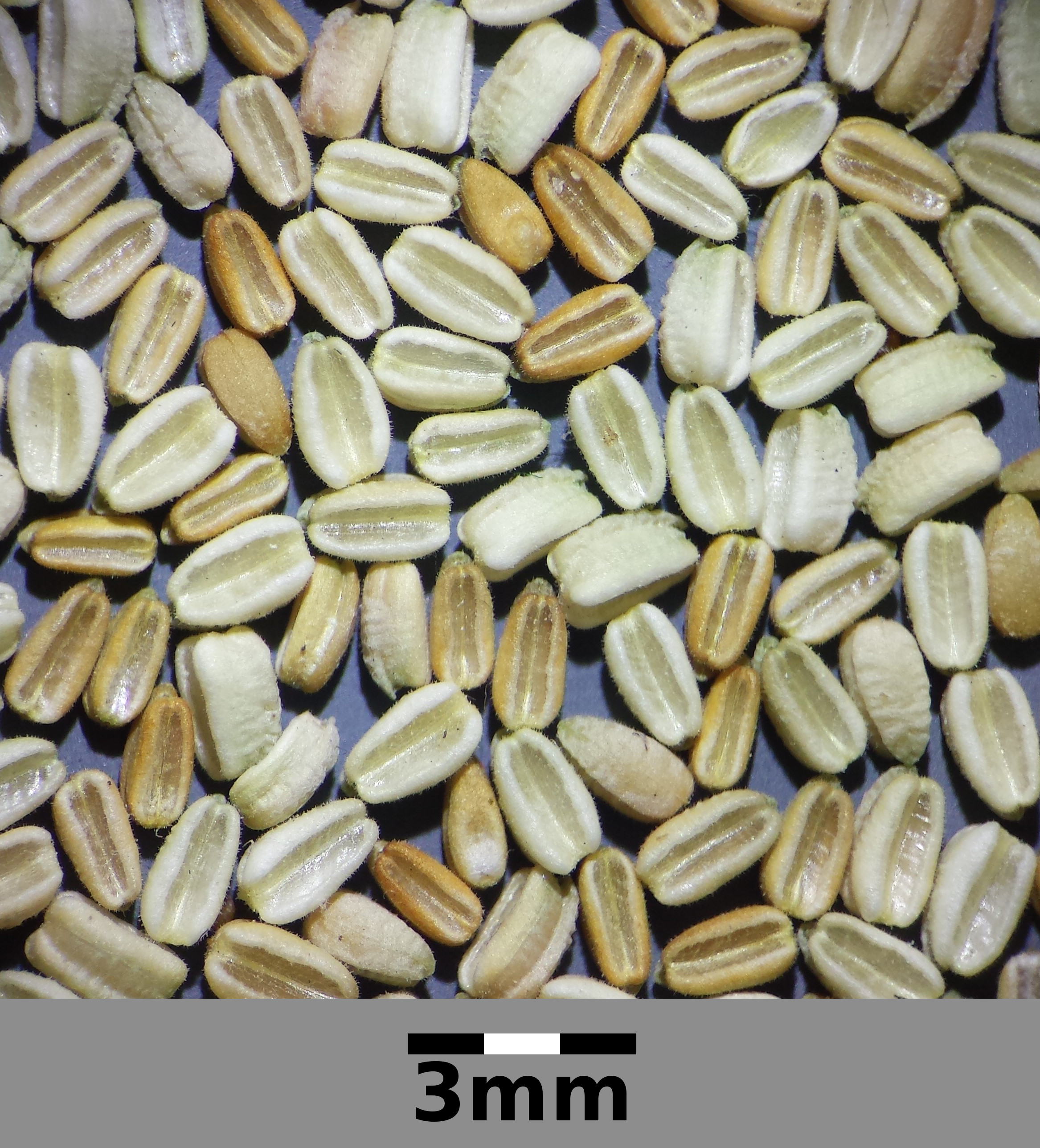